# Processo delle camere di piombo
Il processo delle camere di piombo è un processo industriale che è stato impiegato in passato per la produzione di acido solforico concentrato.
L'invenzione del processo è da attribuirsi a John Roebuck, nel 1746. Prima di quell'anno venivano utilizzate delle strutture in vetro, che erano più costose e più sensibili alle sollecitazioni meccaniche, per cui il volume dell'apparecchiatura era parecchio limitata da questi fattori. Con l'impiego delle camere di piombo, quindi, l'acido solforico poté essere prodotto in quantitativi maggiori e con costi minori, permettendo così l'industrializzazione del processo, che (con qualche modifica) rimase per circa due secoli il processo principale per la produzione dell'H2SO4.
Il processo consiste nell'ossidazione di SO2 catalizzata dal diossido di azoto:
{\displaystyle {\ce {SO2 + NO2 -> SO3 + NO}}}
assorbimento dell'anidride solforica in acqua:
{\displaystyle {\ce {SO3 + H2O -> H2SO4}}}
rigenerazione del catalizzatore:
{\displaystyle {\ce {2NO + O2 -> 2NO2}}}
Gli ossidi di azoto vengono separati dalla miscela gassosa in uscita dalle camere di piombo per reazione con acido solforico con formazione di acido nitrosilsolforico:
{\displaystyle {\ce {NO + NO2 + 2H2SO4 <=> 2NOHSO4 + H2O}}}
che in miscela con l'acido solforico prende il nome di nitrosa, da cui deriva il nome di processo alla nitrosa.
La concentrazione dell'acido solforico prodotto andava dal 35% al 40%, e dopo successive operazioni di separazione poteva superare il 78%. Questa tipologia di impianti fu successivamente soppiantata dagli impianti a contatto.